# Тарли

Герб Топор

Тарло́ (пол. Tarło, Tarłowie) — мазовецький шляхетський рід гербу Топор. Відомий з XV ст., в другій половині XVIII ст. рід Тарлів втратив своє високе становище.

## Історія роду
За Святославом Семенюком («Український путівник по Польщі», 2007) рід Тарло походить із села Щекарки під Радомом (тепер Мазовецьке воєводство), який у XIV ст. згадується як боярський (бояр у польській феодальній ієрархії ніколи не було). Рід Тарло залишив вагомий слід як в українській, так і польській історії. У XIII ст. більша частина роду переселилася на Люблінську землю, і тоді утворилися дві гілки — руська (українська) і польська. З давніх-давен родині Тарло належали села Ополє і Яновець (на Люблінщині). Яновець перейшов пізніше до родини Фірлеїв. Люблінські Тарли очолили боротьбу за незалежність Русі (України) від Польщі і орієнтувалися на Литву, з якою організували і провели кілька походів на Польщу.
У 1351 р. люблінські бояри Оттон Тарло і Пшонка зробили спробу включити Люблінщину, яка входила на той час до Польського Королівства, до складу Великого князівства Литовського (вони видали литовцям усі переправи через Віслу). Але з того нічого не вийшло — Люблінщина потрапила до складу Польського Королівства. Тоді Тарли, як і всі інші люблінські бояри-русини, різко змінили свою позицію, і у 1387 р. навіть змусили польську королеву Ядвіґу Анжуйську рушити на схід і приєднати інші руські землі до Польщі. За такі вчинки Тарли одержали великі маєтки, але поляки їх з часом конфіскували за антипольські позиції. Повернув рід Тарлів свої землеволодіння лише за часів королеви Софії Гольшанської (1405—1461 рр.), що була донькою русько-литовського київського князя Андрія Івановича Гольшанського, у XIV ст. У 1550 р. Андрій Тарло заклав поруч із Щекарками місто, яке назвав Тарлов. Відомим істориком був Станіслав Тарло — єпископ РКЦ у Перемишлі, який у 1544 р. видав книгу «Дії поляків у Прусії». Станіслав вважав себе поляком, виступав за подальше покатоличення Русі.

## Представники роду
1. Закліка Тарло (пом. між 1465 та 1466 р.) — крайчий коронний 1447 р., староста стрийський.[1]
  1. Ян (пом. 1488) — канонік сандомирський.
  2. Анна — дружина Юрши з Ходороставу.
  3. Станіслав Закликів (син Тарло) — староста дроговизький (тепер Дроговиж село в Миколаївському районі Львівської області), охмістр королеви (1508—1515), (помер після 1515).[1]
    1. Барбара — дружина Ґабріеля Ґнєвоша з Далевиців.
    2. Ян[pl] (пом. 1550) — великий коронний крайчий, підчаший і чашник, староста пільзненський[1].
      1. Ельжбета — дружина Юрія (Єжи) Язловецького.
      2. Анна — дружина Станіслава Фредруша Гербурта.
      3. Міколай[pl] (пом. 1571) — королівський придворний і секретар, підчаший королеви Барбари Радзивіл, хорунжий сандомирський; староста дембовецький і дроговизький.
        1. Ядвіґа[pl] (бл. 1560 — після 1629) — дружина Єжи Мнішека, мати Урсули і Марини Мнішек; староста щирецька.

      4. Ян (бл. 1527—1587) — державний діяч Речі Посполитої, войський львівський (1553–1554), дворянин королівський (1554), секретар королівський (з 1556), каштелян малогощський (1563  — 1565) та радомський (1565–1574), воєвода люблінський (1574–1587), староста ломжинський і пільзненський[1]. Активний кальвініст. 1573 р. підтримала створення Варшавської конфедерації. Надалі виступав проти Габсбургів і підтримував кандидатуру трансільванського князя Стефана Баторія на королівський трон Речі Посполитої. Був двічі одружений з кальвіністами. Перша дружина — Ганна Гостомська (пом. після 1565 р.), дочка воєводи равського Ансельма Гостомського (бл. 1508—1588 рр.), від шлюбу з якою дітей не мав. Друга дружина — Агнешка Шафранець (пом. після 1601 р.), дочка каштеляна і воєводи сандомирського Станіслава Шафранця (пом. 1598 р.) та Анни Дембіцької.[2]. Діти від другого шлюбу:
        1. Анна (йморвіно від першого шлюбу) — дружина Станіслава Стажеховського.
        2. Анна — дружина Ієроніма Ходкевича.
        3. Ян Амор Тарло (1577—1599) — староста пільзненський (1588 р.).
        4. Ядвіґа — дружина Пйотра Баля з Боїська.
        5. Гелена (Олена) — дружина ротмістра королівського Станіслава Браницького[pl]
        6. Зофія (Софія) — дружина Ансельма Анджея Ґостомського[pl], потім Міколая Олешніцького[pl].
        7. Ельжбета — дружина Яна Дрогойовського.
        8. Пйтор Александр[pl] (бл. 1580—1649) — каштелян люблінський в 1618—1630 рр., воєвода люблінський з 1630 р., староста пільзненський[3]. Від шлюбу з Зофією Дзялинською мав дітей:
          1. Міколай (пом. 1632).
          2. Теофіля (пом. 1635) — дружина Александра Копця[pl].
          3. Стефан (пом. 1632)
          4. Владислав Казімєж (пом. 1643).
          5. Ян Александр[pl] (бл. 1615—1681) — воєвода люблінський, сандомирський; староста стенжицький.
            1. Міхал Бартломєй[pl] (1656—1715) — єпископ познанський.
            2. Ян Павел Йоахім[pl] (1658—1732) — римо-католицький єпископ київський і познанський.
            3. Ізабела (пом. 1704) — дружина Бенедикта Павла Сапіги[pl].
            4. Гелена Вероніка (пом. 1713)
            5. Міколай Юзеф[pl] (1666—1702) — чашник великий литовський, староста ґощинський.
            6. Казімєж (пом. 1703) — староста ґостинінський і ґощинський.
              1. Анна (пом. 1751) — дружина Станіслава Францішека Тарло.
              2. Гелена — дружина Павла Пражмовського.
              3. Тереза (пом. 1725) — дружина Зиґмунта Дзялинського.
              4. Юзеф (пом. 1713) — староста ґостинінський і бжеґовський.
                1. Міхал Томаш (пом. 1740)
                2. Адам (1708—1770/1772) — генерал-майор коронного війська, староста ґощинський, бжеґовський, скальський[4], дідич Збрижа.
                  1. Казімєж (1731—1762).
                  2. Єва (1736—1808) — дружина Стефана Флоріана Дембовського[pl]
                  3. Бонавентура Алекси (Алексій, 1744—1801) — королівський шамбелян, барський конфедерат, староста бжеґовський.
                  4. Шимон (1744—1781) — староста скальський.
                    1. Ян Еванґеліста (бл. 1767—1835) — староста скальський
                      1. Александр
                      2. Кароліна — дружина Іґнація Павла Кшесімовського
                      3. Зофія — дружина Антонія Федоровича
                      4. Гіполіт
                      5. Маурицій Ієронім Ян
                      6. Ієронім
                      7. Ян Кантій[pl] (1791—1856) — gольський шляхтич, спадкоємець маєтків Сулковиці й Залісся, мировий суддя Стопницького округу.
                        1. Маріанна Кристина Розалія
                        2. Шимон
                          1. Марія (1861—1938) — дружина Казімєжа Конопніцького.

                        3. Едвард Шимон (бл. 1833—1904)
                        4. Розалія (бл. 1834—1894)
                        5. Ян Кантій Єжи (1837—1889)
                        6. Анєля (бл. 1839—1867) — дружина Зиґмунта Юзефовіча-Глебіцького
                        7. Юзефа Францішка (бл. 1843—1910) — дружина Міхала Антонія Маковського

                    2. Флоріан Анджей[pl] (1771—1827) — ротмістр хоругви 5 бригади кавалерії народової.
                      1. Ельжбета Саломея Ґертруда
                      2. Теофіля
                      3. Роман Вавжинець (1795—1813)
                      4. Єва Юстина (1796—1847) — дружина Теодора Станіслава Яна Непомуцена Шласького
                      5. Адам Флоріян Урбан (1798—1876)
                        1. Теодор (бл. 1830—1849)
                        2. Ельжбета (бл. 1834—1912) — дружина Владислава Шалавського.
                        3. Казімєж Іґнацій (1834—1881)
                          1. Станіслав
                          2. Болеслав Адам
                          3. Зофія — дружина Юліана Казімєжа Іґнація Урбанського
                          4. Юзеф Павел Фердинанд
                            1. Іґнацій Адам (1887—1889)

                        4. Анєля Марія — дружина Іґнація Юзефа Стемпчинського
                        5. Теофіля Марцеліна — дружина Ромуальда Роґойського

                    3. Маріанна (бл. 1773—1862) — дружина Антонія Олізара та Станіслава Новаковського
                    4. Аґнєшка Констанція — дружина Антонія Оскерка.
                    5. Бальбіна Анна (бл. 1780—1839) — дружина Яна Сєраковського.
                    6. Бонавентура
                    7. Казімєж (1781—1812)
                      1. Генрик Міколай Казімєж (1812—1865) — учасник листопадового та великопольського повстання

          6. Від шлюбу з Ядвіґою Зофією Лянцкоронською мав дітей: Кароль (1639—1703) — воєвода люблінський, великий коронний підканцлер і канцлер (1702)[1][5].
            1. Ядвіґа (пом. 1705) — дружина Яна Казімєжа Лянцкоронського[pl]
            2. Дорота (пом. 1756) — дружина Станіслава Хоментовського та Адама Тарла
            3. Тереза Маґдалена (пом. 1700) — дружина Францішека Вельопольського[pl]
            4. Колумба Катажина (пом. бл. 1739)
            5. Марія Анґеля (пом. 1725)
            6. Петронеля Аґнєшка (пом. 1754)
            7. Ельжбета
            8. Адам Пйотр[pl] (бл. 1679—1719) — стольник великий коронний, воєвода люблінський; староста стенжицький, блонський, янівський, люблінський, солотвинський і новінський; володар Винників (біля Львова)[1].
              1. Кароль (?1697—1749). На початку XVIII володар Винників (біля Львова). Продав Винники брату своєї мачухи Станіславові Потоцькому[1].
                1. Єнджей (Анджей)[pl] (пом. 1786) — староста стенжицький, маршалок Люблінського воєводства у Радомській і Барській конфедераціях.

          7. Зофія — дружина Лукаша Чермінського[pl]
          8. Гелена (пом. 1725) — дружина Станіслава Ґойського
          9. Рафал
          10. Аґнєшка
          11. Александр (бл. 1643—1683) — каштелян завіхостський
            1. Тереза — дружина Александра Яна Потоцького
            2. Констанція — дружина Яна Томаша Подольського
            3. Казімєж
            4. Катажина (пом. 1728)
            5. Станіслав
            6. Людвіка (1671—1741)

          12. Зиґмунт (бл. 1643—1689)
            1. Юзеф Антоній (1688 — перед 1715)
              1. Марія Тереза — дружина Якуба Пшебендовського та Юзефа Реміґіана Потулицького

            2. Міхал
            3. Францішек Юзеф Адам[pl] (пом. 1731) — віцемаршалок Головного Коронного трибуналу (1725), каштелян люблінський; староста велюнський і пільзненський.
              1. Анна — дружина Юзефа Куропатніцького та Міхала Морштина
              2. Тереза — дружина Францішека Рудзінського[pl] та Войцеха Клюшевського[pl]

            4. Ян

          13. Станіслав Тарло[pl] (пом. 1705) — маршалок Головного Коронного трибуналу (1668), каштелян завіхостський, воєвода люблінський.
            1. Ян (1684—1750) — генеральний подільський староста, воєвода люблінський і сандомирський; староста коросненський, кам'янецький, летичівський, сокальський, ясельський.
            2. Францішка (1688—1762)
            3. Маґдалена (пом. 1730) — дружина Францішека Шембека та Єжи Домініка Любомирського
            4. Анна — дружина Францішека Цетнера
            5. Ієронім (пом. 1717)
            6. Констанція (пом. 1740) — дружина Юзефа Вандаліна Мнішека
            7. Людвіка (пом. 1762)

    3. Станіслав Тарло[pl] (бл. 1480—1544) — католицький перемишльський єпископ, королівський секретар, поет.
    4. Павел Тарло (пом. 1553) — суддя земський львівський, войський стрийський і львівський.
    5. Анна — дружина Станіслава Жижинського.
    6. Лукаш (пом. 1533)
    7. Ґабріель[pl] (бл. 1486—1565) — великий коронний підстолій і крайчий, охмістр королеви Катерини Габсбург, каштелян радомський; староста холмський, дроговизький, хенцинський, ковельський, любачівський.

  4. Андрій (Анджей) Тарло (пом. перед 1509) — підстолій львівський.
    1. Анджей[pl] (пом. після 1532) — хорунжий львівський.
      1. Ян[pl] (пом. 1572) — хорунжий львівський.
        1. Міколай
        2. Катажина Анна (бл. 1535—1582/1583) — дружина Станіслава Даниловича
        3. Ядвіґа — дружина Ієроніма Сенявського
        4. Станіслав Тарло[pl] (пом. 1599) — староста сохачевський і зволенський.
          1. Павел (пом. 1618)
          2. Зофія — дружина Адама Качковського
          3. Маріанна (бл. 1599—1652) — настоятелька бенедиктинського монастиря в Радомі
          4. Реґіна
          5. Ян Кароль[pl] (пом. 1640) — каштелян вішлицький, староста зволенський і ольштинський
            1. Тереза (пом. 1647/1648) — дружина Кшиштофа Балдвіна Оссолінського
            2. Барбара (пом. 1688) — дружина Яна Александра Даниловича та Єжи Себастьяна Любомирського

      2. Катажина (пом. між 1568 і 1571) — дружина Марціна Казановського[pl]
      3. Анджей (пом. 1570)
        1. Анджей (пом. між 1571 і 1575)
        2. Малґожата — дружина Міколая Олешніцького[pl] та Яна Мишковського

      4. Дорота — дружина Павла Колачковського
      5. Павел (бл. 1515—1565) — архієпископ львівський (РКЦ).
      6. Міколай[pl] (пом. після 1578) — придворний Сигізмунда II Августа, хорунжий перемишльський.
        1. Теофіля Юстина — дружина Анджея Кретковського та Павла Носковського.
        2. Зиґмунт Сципіон[pl] (бл. 1561—1628) — хорунжий перемишльський, каштелян сондецький.
          1. Теофіля (бл. 1595—1635) — дружина Януша Острозького.
          2. Анджей (пом. 1642) — канонік краківський.
          3. Маґдалена (пом. 1621)
          4. Ядвіґа (пом. 1656)
          5. Зиґмунт Александр[pl] (пом. 1654) — каштелян перемишльський.
            1. Міколай Ян (пом. 1683) — ротмістр королівський.
            2. Станіслав.
            3. Маріанна — дружина Міколая Яна Лянцкоронського[pl]
            4. Зиґмунт (пом. 1674)
            5. Адам Пйотр (пом. 1710) — підчаший перемишльський, воєвода смоленський.
              1. Пйотр Францішек[pl] (1672—1722) — адміністратор Інфлянтської дієцезії, єпископ познанський.
              2. Міхал (бл. 1678 — після 1723), генерала французького війська
              3. Ян Непомуцен (пом. 1739).
              4. Станіслав Францішек Тарло (пом. 1721) — кухмістр великий коронний, маршалок надвірний коронний з номінації Станіслава Лещинського.
                1. Францішка (пом. 1719) — дружина Вавжинця Лянцкоронського[pl].
                2. Адам (1713—1744) — воєвода люблінський, маршалок Скарбового Коронного трибуналу; староста ясельський, дрогобицький, зволенський та долинський; відомий дуелянт.
                3. Антоній[pl] (пом. 1759) — каштелян любачівський, староста злоторийський.